# Раизов, Жумабай Нурбаевич
Жумабай Нурбаевич Раизов (8 марта 1996, Актабан, Курганская область — 2 сентября 2022, Андреевка, Херсонская область) — российский военнослужащий. Командир 2-й парашютно-десантной роты 104-го гвардейского десантно-штурмового полка 76-й гвардейской десантно-штурмовой дивизии Воздушно-десантных войск, гвардии старший лейтенант. Герой Российской Федерации (2022, посмертно).

## Биография
Жумабай Нурбаевич Раизов родился 8 марта 1996 года в селе Актабан Актабанского сельсовета Петуховского района Курганской области, ныне село входит в Петуховский муниципальный округ той же области. Казах. В семье было 5 детей, Жумабай — младший; когда ему было 12 лет, трагически погибла его мать.
В 2000 году семья Раизовых переехала в деревню Благодатное Ильинского сельского поселения Казанского района Тюменской области. В школьные годы активно занимался спортивным туризмом, участвовал во многих соревнованиях, на которых занимал призовые места.
В 2014 году окончил Ильинскую среднюю общеобразовательную школу и поступил в Рязанское гвардейское высшее воздушно-десантное ордена Суворова дважды Краснознаменное командное училище имени генерала В. Ф. Маргелова.
После окончания училища в 2019 году служил в 56-й отдельной гвардейской десантно-штурмовой ордена Отечественной войны Донской казачьей бригаде (лёгкой), дислоцированной в городе Камышине Волгоградской области.
В 2021 году продолжил службу в 76-й гвардейской десантно-штурмовой Черниговской Краснознамённой ордена Суворова дивизии. Служил командиром парашютно-десантной роты в 237-м гвардейском десантно-штурмовом Торуньском Краснознамённом полку, дислоцированном в городе Пскове, а затем был назначен командиром парашютно-десантной роты 104-го гвардейского десантно-штурмового Краснознамённого ордена Кутузова полка, дислоцированном в деревне Черёха Псковского района Псковской области.
С 24 февраля 2022 года в составе своего подразделения принимал участие во вторжении России на Украину.
По данным российских СМИ Раизов попал под миномётный обстрел, получив смертельное ранение военный продолжил руководить подразделением, в результате чего ВСУ отступили, за что Раизов был награждён званием героя России
Похороны прошли 23 сентября 2022 года на мусульманском кладбище деревни Ельцово Ильинского сельского поселения Казанского района Тюменской области.

## Награды и звания
- Герой Российской Федерации. Указом Президента Российской Федерации («закрытым») от 20 ноября 2022 года «за мужество и героизм, проявленные при исполнении воинского долга, гвардии старшему лейтенанту Раизову Жумабаю Нурбаевичу присвоено звание Героя Российской Федерации (посмертно)».
  - Медаль «Золотая Звезда» была 19 декабря 2022 года вручена губернатором Тюменской области Александром Викторовичем Моором отцу Раизова[9][6]
- Медаль «За участие в военном параде в ознаменование
70-летия Победы в Великой Отечественной войне 1941-1945 годов», 2015 год
- Медаль «За особые заслуги», Центральный Комитет профессионального союза военнослужащих России (РПСВ)
- Медаль «100 лет РВВДКУ», 2018 год
- Инструктор-парашютист, свыше 100 прыжков
- Кандидат в мастера спорта России по спортивному многоборью (ВТ-4), по спортивному ориентированию, туризму
- Чемпион Всероссийских соревнований по армейскому туризму
- Чемпион Уральского федерального округа по спортивному ориентированию
- Лучший стрелок Воздушно-десантных войск, дважды: 2020 год, 2021 год
- Занимал 1-е место на Всеармейском конкурсе военно-профессионального мастерства «Профессионал», 2020 год
- Занимал 1-е место на конкурсе военно-профессионального мастерства «Воин мира» (в рамках Армейских международных игр АрМИ-2021) в этапе «Снайпер», март 2021 года

## Память
- Улица Жумабая Раизова в планировочном районе «Плехановский» Калининского административного округа города Тюмени[10][11]
- МАУ ДО «Спортивная школа Казанского района имени Раизова Ж.Н.», Тюменская область, село Казанское[8].
- Кубок Тюменской области по спортивному туризму на искусственном рельефе (дистанция – пешеходная), посвященный памяти Раизова Ж. Н[12][13].
- Детско-юношескому центру «Авангард» (г. Тюмень, ул. Энергетиков, 45а) просвоено имя Ж.Н. Раизова[14]